# Projet Athena
Pour les articles homonymes, voir Athena (homonymie).
Le projet Athena était un projet commun au MIT, DEC et IBM pour produire un environnement informatique distribué à l'échelle de plusieurs campus universitaires à des fins pédagogiques. Le projet Athena fut à l'origine de plusieurs technologies utilisées de nos jours comme l'interface utilisateur graphique X Window System (et la boîte à outils d'interface Xaw), ou encore les protocoles Kerberos et Zephyr. Le projet fut lancé en 1983 et les travaux de recherche et développement se sont poursuivis pendant huit ans jusqu'au 30 juin 1991.